# Teerns
Teerns (en frison : Tearns) est un village de la commune néerlandaise de Leeuwarden, dans la province de Frise.

## Géographie
Situé au sud de la ville de Leeuwarden, Teerns ne forme qu'une seule agglomération avec le village d'Hempens.

## Démographie
Le 1er janvier 2018, les deux villages comptait 145 habitants.